# Jakob Wedemeijer
J.J. (Jakob) Wedemeijer (Duivendrecht, 2 september 1969) is een Nederlandse jurist, advocaat, SP-politicus en bestuurder. Hij was wethouder van Alkmaar (2022-2023), Amsterdam (2021-2022) en Eindhoven (2016-2018) en dagelijks bestuurder van het stadsdeel Amsterdam-Zuidoost (2018-2021).

## Opleiding en loopbaan
Wedemeijer ging van 1981 tot 1988 naar het havo en vwo aan het Stedelijk Lyceum Zutphen. Van 1989 tot 1993 studeerde hij als docent piano aan de Conservatorium Arnhem en van 1993 tot 1997 Nederlands recht met als afstudeerrichting civiel recht aan de Katholieke Universiteit Nijmegen. Van 1999 tot 2002 volgde hij de beroepsopleiding advocatuur bij de Nederlandse orde van advocaten. Van 2005 tot 2007 studeerde hij hbo muziektheorie bij de Schumann Akademie. Wedemeijer was van 1997 tot 1999 directeur van Aktie Strohalm. Hij was van 1999 tot 2016 als advocaat en mede-eigenaar van een advocatenkantoor in Alkmaar gespecialiseerd in het asiel- en vreemdelingenrecht en hield praktijk in het algemeen bestuursrecht en personen- en familierecht.

## Politieke loopbaan
Wedemeijer was van 2014 tot 2015 lid van de gemeenteraad van Heerhugowaard en namens de SP fractievoorzitter. Hierna werd hij voorzitter van de SP van de afdeling Heerhugowaard/Langedijk. Van 2016 tot 2018 was hij wethouder van Eindhoven en had hij in zijn portefeuille Actieve stad, Diversiteit en Vergunningen. Wedemeijer was vanaf 2018 dagelijks bestuurder en vicevoorzitter van het stadsdeel Amsterdam-Zuidoost en heeft hij in zijn portefeuille Openbare Ruimte en Groen, Reiniging, Dierenwelzijn, Vluchtelingen en Ongedocumenteerden, Milieu en Water, Verkeer, Vervoer en Luchtkwaliteit, Sport en Recreatie, Sociale Zaken, Zorg, Armoede en Schuldhulpverlening, Ouderen en Bijlmer-Centrum.
Wedemeijer werd op 6 oktober 2021 geïnstalleerd als wethouder Wonen, Bouwen, Openbare Ruimte en Groen en Reiniging van Amsterdam, als opvolger van de afgetreden Laurens Ivens. Op 1 juni 2022 nam hij afscheid als wethouder van Amsterdam. Op 7 juli 2022, na voordracht van zijn partij, is Wedemeijer benoemd als wethouder van Armoedebeleid en schuldhulpverlening, Participatiewet, Ouderenbeleid, Volksgezondheid en welzijn in Alkmaar. Hij was de 6e locoburgemeester. Op 13 maart 2023 trad hij terug na een aangenomen ontslagbesluit tegen alle wethouders.

## Loopbaan na de politiek
Sinds 3 juli 2023 is Wedemeijer strategisch bestuursadviseur bij de Uitvoeringsorganisatie Herstel Toeslagen (UHT).

## Privéleven
Wedemeijer is getrouwd en heeft vier kinderen.

## Publicaties
- Jakob Wedemijer e.a.: Best practice guide asiel. Wolf Legal Publishers, 2012. ISBN 978-90-585-0875-1
- Jakob Wedemijer e.a.: Recht voor de zorg- en welzijnsprofessional 2016 - 2017. Boom Juridische uitgevers, 2016. ISBN 978-94-629-0194-0